# Adam (film 1983)
Adam è un film televisivo del 1983 diretto da Michael Tuchner.

## Trama
Il film racconta fatti veramente accaduti, relativi al rapimento di un bambino di nome Adam, avvenuto in Florida. Il bambino viene trovato morto.